# Războiul stelelor: Războiul clonelor (serial din 2008)
Războiul Stelelor: Războiul clonelor (engleză Star Wars: The Clone Wars) este un serial american de animație pe computer creat de George Lucas. Este parte a francizei Războiul Stelelor și ia loc predominant între evenimentele din Războiul stelelor - Episodul II: Atacul clonelor (2002) și Războiul stelelor - Episodul III: Răzbunarea Sith (2005). Lucas, care a lucrat strâns cu regizorul supervizor Dave Filoni, l-a numit o continuare a serialului anterior din 2003 produs de Genndy Tartakovsky. Serialul a început cu un film lungmetraj cinematogtafic care a fost lansat pe 15 august 2008, apoi a avut premiera pe Cartoon Network două luni mai târziu pe 3 octombrie 2008.
La începutul lui 2013, Lucasfilm a anunțat că serialul o să "înceteze". Treisprezece episoade alcătuind un al șaselea sezon nou au fost lansate în Statele Unite pentru streaming pe Netflix ălături de serialul întreg începând pe 7 martie 2014. Un proiect cunoscut sub titlul The Clone Wars Legacy a adaptat story arc-uri neproduse în alte forme ca benzi desenate și romane. Serialul a fost mai târziu readus pentru un al șaptelea și ultim sezon pe Disney+, cu premiera pe 21 februarie 2020.
Războiul clonelor a primit inițial o receptie în majoritate pozitivă iar apoi a fost aclamat de critici, devenind cel mai urmărit serial de pe Cartoon Network în timpul difuzării sale inițiale. Serialul a fost nominalizat pentru numeroase premii din industrie, inclusiv la Premiile Daytime Emmy și Premiile Annie.
Unele personaje create pentru Războiul clonelor au apărut mai târziu în alte lucrări, inclusiv serialele de animație Războiul stelelor: Rebelii (2014–2018) și Războiul Stelelor: Povești (2022–prezent) și serialele live-action The Mandalorian (2019–prezent), Cartea lui Boba Fett (2021–2022) și un spin-off al celui dintâi concentrându-se pe unul din personajele principale din Războiul clonelor Ahsoka Tano. Un serial de continuare, Războiul stelelor: Lotul Indezirabil (2021–2024), a avut premiera pe Disney+ pe 4 mai 2021.

## Personaje
| Principale: - Obi-Wan Kenobi - Anakin Skywalker - Ahsoka Tano - General Grievous - Padmé Amidala - Jar Jar Binks - C-3PO - R2-D2 - Yoda - Count Dooku - Mace Windu - Palpatine / Darth Sidious | Periodice: - Admiral Yularen - Nute Gunray - Wat Tambor - Lok Durd - Asajj Ventress - Plo Koon - Kit Fisto - Aayla Secura - Luminara Unduli | Clone: - Captain Rex - Commander Cody - Oddball - Commander Gree - Commander Thire - Commander Wolffe - Commander Bly |

Episodice:
| - Cad Bane - Whorm Loathsom - Jabba the Hutt (doar în film) - Ziro the Hutt - Rotta the Huttlet (doar în film) - Nahdar Vebb - Nala Se | - Onaconda Farr - Gha Nachkt - King Katuunko - Captain Argyus - Hondo Ohnaka - Pilf Mukmuk - Turk Falso | - Tee-Watt-Kaa - Wag Too - Senator Kharrus - Senator Riyo Chuchi - Chairman Chi Cho - Thi-Sen - Dr. Nuvo Vindi |

## Distribuție
- Matt Lanter ca Anakin Skywalker
- Ashley Eckstein ca Ahsoka Tano
- James Arnold Taylor ca Obi-Wan Kenobi și Plo Koon
- Tom Kane ca Yoda și Wullf Yularen
- Matthew Wood ca General Grievous, Wat Tambor și droizii de luptă
- Dee Bradley Baker ca Captain Rex, Comandantul Cody, Comandantul Gree, Comandantul Thire, Comandantul Bly, Onaconda Farr, Pilf Mukmuk, Thi-Sen și soldații clone
- Corey Burton ca Count Dooku, Ziro the Hutt, Captain Mar Tuuk și Senatorul Kharrus
- Terrence Carson ca Mace Windu
- Catherine Taber ca Padmé Amidala, Numa și Angel
- Nika Futterman ca Asajj Ventress
- Ian Abercrombie ca Palpatine
- Anthony Daniels ca C-3PO
- BJ Hughes și Ahmed Best ca Jar Jar Binks
- Olivia d'Abo ca Luminara Unduli
- Phil LaMarr ca Kit Fisto și Amit Noloff
- Jennifer Hale ca Aayla Secura și Senator Riyo Chuchi
- Kyle Romako ca Wes Striker
- Tom Kenny ca Nute Gunray, Nahdar Vebb și Silood
- James Mathis III ca Gregar Typho
- Jameelah McMillan ca Queen Neeyutnee
- Brian George ca King Katuunko și Chairman Chi Cho
- Robin Atkin Downes ca Pantoran Representitive
- Gwendoline Yeo ca Nala Se, Bettie-Bot VJ și Peppi Bow
- James Marsters ca Captain Argyus
- Jim Cummings ca Hondo Ohnaka
- Greg Ellis ca Turk Falso
- George Coe ca Tee Watt Kaa
- Alec Medlock ca Wag Too
- David Kaufman ca Jaybo Hood

### Vocile invitaților speciali
- George Takei ca Lok Durd
- Greg Proops ca Tal Merrick
- Ron Perlman ca Gha Nachkt
- Michael York ca Dr. Nuvo Vindi

## Recepție
Pe 11 iulie, le-a fost arătat criticilor un episod complet al seriei. Blogul live al Hollywood Reporter a numit episodul "posibil cel mai foto-realistic serial animat TV produs vreodată." Pe 31 august 2008 o mică secvență a seriei a fost arătată în timpul ultimului episod al Ben 10: Echipa extraterestră pe Cartoon Network. IGN l-a pus pe locul 89 în topul celor mai bune serii animate. Ei au lăudat, în special, episoadele "Rookies" și "Cloak of Darkness", spunând că povestea lor a fost una din cele mai bune din universul Star Wars.
Star Wars: The Clone Wars a devenit cel mai vizionat serial din istoria Cartoon Nerwork-ului. Seria animată de la Lucasfilm Animation, a avut aproximativ 4 milioane de vizionări la debut, conform Nielsen Media Research.

## Echipa de producție
- George Lucas - personaje și poveste, co-scriitor, producător executiv
- Catherine Winder - producător
- Sarah Wall - producător asociat
- Chris Kubsch - director de gestionare al Lucasfilm Animation Singapore
- Matt Gidney - supraveghetor digital Singapore
- Scott M. Murphy - scriitor
- Henry Gilroy - co-scriitor
- George Krstic - scriitor
- Steven Melching - scriitor
- Dave Filoni - director supraveghere
- Rob Coleman - director de animație
- Steward Lee - director de animație
- Dave Bullock - director de animație
- George Samilski - director de animație
- Justin Ridge - director de animație
- Brian Kalin O'Connell - director de animație
- Andrew Harris - supraveghetor CG
- Trish Brunner - supraveghetor post producție
- Kevin Kiner - compozitor
- Takeshi Furukawa - compozitor: muzică adițională